# USS Ramsden (DE-382)
USS Ramsden (DE-382/DER-382) là một tàu hộ tống khu trục lớp Edsall từng phục vụ cùng Hải quân Hoa Kỳ trong Chiến tranh Thế giới thứ hai. Nó là chiếc tàu chiến duy nhất của Hải quân Hoa Kỳ được đặt cái tên này, theo tên hạ sĩ quan Marvin Lee Ramsden (1919-1942), người từng phục vụ trên tàu sân bay Lexington (CV-2), đã tử trận vào ngày 8 tháng 5, 1942 trong Trận chiến biển Coral và được truy tặng Huân chương Ngôi sao Bạc. Nó đã phục vụ cho đến khi chiến tranh kết thúc, xuất biên chế năm 1946, rồi được tạm thời chuyển cho Tuần duyên Hoa Kỳ để phục vụ như là chiếc USCGC Ramsden (WDE-482) từ năm 1952 đến năm 1954. Sau khi hoàn trả cho Hải quân, nó được xếp lại lớp như một tàu hộ tống khu trục cột mốc radar DER-382 để tiếp tục phục vụ từ năm 1957 đến năm 1960. Con tàu cuối cùng được rút đăng bạ vào năm 1974 và bị đánh chìm như một mục tiêu sau đó. Ramsden được tặng thưởng một Ngôi sao Chiến trận do thành tích phục vụ trong Thế Chiến II.

## Thiết kế và chế tạo
Lớp Edsall có thiết kế hầu như tương tự với lớp Cannon dẫn trước; khác biệt chủ yếu là ở hệ thống động lực Kiểu FMR do được trang bị động cơ diesel Fairbanks-Morse dẫn động qua hộp số giảm tốc đến trục chân vịt. Đây là cấu hình động cơ được áp dụng rộng rãi trên tàu ngầm, được chứng tỏ là có độ tin cậy cao hơn so với lớp Cannon.
Vũ khí trang bị bao gồm ba pháo 3 in (76 mm)/50 cal trên tháp pháo nòng đơn có thể đối hạm hoặc phòng không, một khẩu đội pháo phòng không Bofors 40 mm nòng đôi và tám pháo phòng không Oerlikon 20 mm. Vũ khí chống ngầm bao gồm một dàn súng cối chống tàu ngầm Hedgehog Mk. 10 (có 24 nòng và mang theo 144 quả đạn); hai đường ray Mk. 9 và tám máy phóng K3 Mk. 6 để thả mìn sâu. Con tàu vẫn giữ lại ba ống phóng ngư lôi Mark 15 21 inch (533 mm), và được trang bị radar SC dò tìm không trung và mặt biển. Thủy thủ đoàn đầy đủ bao gồm 186 sĩ quan và thủy thủ.
Ramsden được đặt lườn tại xưởng tàu của hãng Brown Shipbuilding ở Houston, Texas vào ngày 26 tháng 3, 1943. Nó được hạ thủy vào ngày 24 tháng 5, 1943, được đỡ đầu bởi bà James L. Ramsden, mẹ của hạ sĩ quan Ramsden, và nhập biên chế cùng Hải quân Hoa Kỳ vào ngày 19 tháng 10, 1943 dưới quyền chỉ huy của Hạm trưởng, Thiếu tá Hải quân Joseph Edward Madacey.

## Lịch sử hoạt động

### 1943 - 1946
Sau khi hoàn tất việc chạy thử máy huấn luyện tại khu vực Bermuda, với một thủy thủ đoàn toàn nhân sự thuộc lực lượng Tuần duyên Hoa Kỳ, Ramsden gia nhập Đội hộ tống 23 và đi đến New York, nơi nó khởi hành vào ngày 19 tháng 12, 1943 để hộ tống cho Đoàn tàu NY-47 đi sang vùng kênh đào Panama. Khi quay trở về New York vào ngày 9 tháng 1, 1944, nó lại lên đường hai ngày sau đó hộ tống cho Đoàn tàu UGS-30 vượt Đại Tây Dương để hướng sang Casablanca, Maroc thuộc Pháp. Quay trở về vào ngày 23 tháng 2, nó khởi hành từ New York vào ngày 10 tháng 3 để cùng Đoàn tàu UGS-36 đi sang Bizerte, Tunisia.
Thoạt tiên đi đến Norfolk, Virginia để sáp nhập thêm 62 tàu buôn vào số 36 chiếc xuất phát từ New York, Đoàn tàu UGS-36 tiến vào Địa Trung Hải vào sáng sớm ngày 1 tháng 4, khi họ bị máy bay ném bom của Không quân Đức ném bom và phóng ngư lôi tấn công vào đoàn tàu. Chỉ trong vòng 15 phút từ 04 giờ 05 phút đến 04 giờ 20 phút, đối phương đã gây hư hại cho một tàu buôn nhưng bị bắn rơi năm máy bay, một trong số chúng do hỏa lực phòng không của Ramsden bắn trúng. Đoàn tàu vận tải đi đến Bizerte hai ngày sau đó, rồi khởi hành vào ngày 11 tháng 4 cho chặng quay trở về, và về đến New York vào ngày 2 tháng 5.
Sau khi được bảo trì và thực hành huấn luyện tại khu vực Casco Bay, Maine, Ramsden lại lên đường cho một chuyến hộ tống vận tải khác đi sang Bizerte. Hoàn tất chuyến đi tại Boston, Massachusetts vào ngày 11 tháng 7, con tàu chuyển sang phục vụ hộ tống vận tải trên tuyến đường vượt Bắc Đại Tây Dương, và cho đến tháng 5, 1945 đã tiếp tục hộ tống bảy đoàn tàu vận tải đi sang các cảng Anh và Pháp.
Sau khi chiến tranh kết thúc tại Châu Âu, Ramsden chuẩn bị để được điều động sang khu vực Mặt trận Thái Bình Dương. Nó băng qua kênh đào Panama vào ngày 18 tháng 6, và ghé đến San Francisco, California trước khi tiếp tục hướng sang vùng biển Alaska, đi đến Adak vào ngày 8 tháng 7. Con tàu trình diện để phục vụ cùng Tư lệnh Tiền phương biển Alaska, và đang trên đường hướng sang Attu khi Nhật Bản chấp nhận đầu hàng vào ngày 15 tháng 8, giúp chấm dứt vĩnh viễn cuộc xung đột.
Ramsden tiếp tục hoạt động hộ tống và canh phòng máy bay tại khu vực quần đảo Aleut cho đến cuối tháng 8, rồi hộ tống một đoàn tàu đi đến Ominato Ko ở cực Bắc đảo Honshū vào ngày 9 tháng 9. Nó lên đường vào ngày 20 tháng 9 để vận chuyển cựu chiến binh quay trở về Hoa Kỳ trong khuôn khổ Chiến dịch Magic Carpet, và mừng lễ hội nhân ngày Hải quân tại Ketchikan, Alaska. Nó lại lên đường vào tháng 11 để vận chuyển binh lính thay phiên cùng thiết bị đi sang Okinawa để làm nhiệm vụ chiếm đóng. Đi đến vịnh Buckner vào ngày 25 tháng 11, nó gia nhập Đệ Thất hạm đội rồi lên đường đi Thanh Đảo, Trung Quốc vào ngày 11 tháng 12. Con tàu làm nhiệm vụ vận chuyển thư tín giữa Manila và Thượng Hải trước khi quay lại Thanh Đảo vào ngày 5 tháng 1, 1946. Nó tiếp tục phục vụ cùng lực lượng chiếm đóng cho đến ngày 11 tháng 2, khi nó lên đường quay trở về Hoa Kỳ.
Về đến Charleston, South Carolina vào ngày 22 tháng 3, Ramsden đi đến Jacksonville, Florida vào ngày 24 tháng 4, rồi tiếp tục chuyển đến Green Cove Springs, Florida, nơi nó bắt đầu được chuẩn bị để ngừng hoạt động. Con tàu được cho xuất biên chế tại đây vào ngày 13 tháng 6, 1946, và được đưa về Hạm đội Dự bị Đại Tây Dương.

### USCGCRamsden(WDE-482)
Trong giai đoạn Chiến tranh Triều Tiên, từ ngày 1 tháng 4, 1952 đến ngày 28 tháng 6,  1954, Ramsden được tạm thời chuyển cho lực lượng Tuần duyên Hoa Kỳ để hoạt động như là tàu cutter tuần tra USCGC Ramsden (WDE-482). Nó hoạt động tại vùng bờ Tây một thời gian ngắn trước khi chuyển căn cứ đến Honolulu, và hoạt động chủ yếu trong việc tàu tra tìm kiếm và giải cứu trên tuyến đường giữa quần đảo Hawaii và lục địa, Midway, Nhật Bản và quần đảo Aleut. Sau khi xung đột tại Triều Tiên chấm dứt, tần suất các chuyến xuyên Thái Bình Dương suy giảm, nên con tàu quay trở về San Diego, California và được hoàn trả cho Hải quân.

### 1957 - 1960
Dự định được cải biến thành một tàu hộ tống khu trục cột mốc radar, Ramsden đi đến Xưởng hải quân Long Beach, California vào ngày 19 tháng 10, 1956, được đại tu và hiện đại hóa rồi được xếp lại lớp và mang ký hiệu lườn mới DER-382 vào ngày 1 tháng 11, 1956. Nó được tái biên chế trở lại vào ngày 10 tháng 12, 1957 dưới quyền chỉ huy của Hạm trưởng, Thiếu tá Hải quân Wallace Vern Van Pelt.
Sau khi chạy thử máy huấn luyện tại vùng bờ Tây, Ramsden đi sang khu vực quần đảo Hawaii vào tháng 3, 1958, và phục vụ như cột mốc radar trong Đường cảnh báo sớm từ xa - (DEW: Distant Early Warning) Line - nhằm cảnh báo sớm khả năng bị máy bay ném bom chiến lược hay tên lửa đạn đạo đối phương tấn công. Đặt căn cứ tại Trân Châu Cảng, nó được bố trí tuần tra canh phòng tại khu vực trải rộng giữa Midway và quần đảo Aleut cho đến mùa Xuân năm 1960, khi nó quay trở về vùng bờ Tây và ngừng hoạt động.
Ramsden được cho xuất biên chế lần sau cùng vào ngày 23 tháng 6, 1960 và đưa về Hạm đội Dự bị Thái Bình Dương. Con tàu được rút tên khỏi danh sách Đăng bạ Hải quân vào ngày 1 tháng 8, 1974, và cuối cùng bị đánh chìm như một mục tiêu, nhưng không rõ thời gian.

## Phần thưởng
Ramsden được tặng thưởng một Ngôi sao Chiến trận do thành tích phục vụ trong Thế Chiến II.
|  |  |             |
|  |  | Bronze star |
|  |  |             |

| Dãi băng Hoạt động Tác chiến          | Dãi băng Hoạt động Tác chiến                        | Huân chương Phục vụ Trung Hoa                       | Huân chương Phục vụ Trung Hoa                                                |
| Huân chương Chiến dịch Hoa Kỳ         | Huân chương Chiến dịch Châu Á-Thái Bình Dương       | Huân chương Chiến dịch Châu Á-Thái Bình Dương       | Huân chương Chiến dịch Châu Âu-Châu Phi-Trung Đông với 1 Ngôi sao Chiến trận |
| Huân chương Phục vụ Phòng vệ Quốc gia | Huân chương Phục vụ Triều Tiên (phục vụ Tuần duyên) | Huân chương Phục vụ Triều Tiên (phục vụ Tuần duyên) | Huân chương Liên Hiệp Quốc Phục vụ Triều Tiên (phục vụ Tuần duyên)           |